# Jacy Diniz Rocha
Dom Jacy Diniz Rocha (São João Evangelista, 29 de agosto de 1958) é um bispo católico brasileiro. É o bispo de São Luís de Cáceres.

## Formação
Dom Jacy fez seus estudos de filosofia no seminário Nossa Senhora de Fátima, na diocese de Barreiras, e de teologia na Pontifícia Universidade Católica de Minas Gerais, em Belo Horizonte. Ordenado sacerdote em 1984, passou a integrar o clero da diocese de Barreiras, e em 2016 foi incardinado na diocese de Guanhães.

## Episcopado
Era pároco da paróquia Santo Antônio em Coluna, quando foi nomeado bispo de São Luís de Cáceres em maio de 2017. Sua ordenação episcopal aconteceu no dia 8 de julho, pela imposição das mãos do bispo diocesano de Caratinga, Dom Emanuel Messias de Oliveira, e dos co-ordenantes Dom Jeremias Antônio de Jesus, bispo de Guanhães, e Dom Marcello Romano, bispo de Araçuaí.